# Kleinschönau (Gemeinde Vitis)
Kleinschönau ist eine Katastralgemeinde und ein Ort in der Marktgemeinde Vitis, Bezirk Waidhofen an der Thaya. Der Ort liegt in einer Höhe von 537 m ü. A. und verfügte 2001 über eine Bevölkerung von 56 Personen.

## Lage
Die Katastralgemeinde Kleinschönau liegt im Süden des Gemeindegebietes von Vitis und grenzt im Süden an die Katastralgemeinde Warnungs und im Norden an die Katastralgemeinde Kleingloms. Im Westen verfügt Kleinschönau über eine Grenze zu den Gemeinden Kirchberg am Walde (Katastralgemeinde Hollenstein) und Hirschbach, im Osten grenzt Kleinschönau an die Gemeinde Echsenbach (Katastralgemeinden Kleinpoppen und Wolfenstein).
Der Ort Kleinschönau ist verkehrstechnisch über eine Straße angebunden, die von Kleingloms nach Warnungs führt. Zudem verläuft von Kleinschönau eine Straße nach Kleinpoppen. Der Kirchenwald, ein ausgedehntes Waldgebiet der Gemeinde Kirchberg am Walde reicht bis in den Osten der Katastralgemeinde, wobei dessen nordöstlichster Ausläufer auf dem Gebiet von Kleinschönau als Otternbühel bezeichnet wird.

## Geschichte
Der Ortsname Kleinschönau wird urkundlich erstmals 1380 genannt, als Herzog Albrecht III. den Brüdern „Hans vnd Ott, die Toppler“ die „Vest ze Hirspach“ gab. In der Urkunde wurden dabei auch zwei Teile Zehent „ze Hirspach, ze dem Stölzleins, ze Schonnaw und ze Lobniz“ erwähnt, womit Kleinschönau erstmals als „Schonnaw“ belegt ist. Bei dem Ortsnamen selbst handelt es sich um einen deskriptiven Ortsnamen, der die Bedeutung „bei der schönen Au“ hat.
Kleinschönau gehörte ursprünglich zur Herrschaft Hirschbach, die die Grund-, Dorf- und Landesgerichtsobrigkeit innehatte. Vorübergehend verkaufte jedoch 1455 Hans Topler das Dorf an Michael von Herwartenhouen. Anfang des 16. Jahrhunderts dürfte der Ort Schönau bzw. Teile davon vorübergehend verödet gewesen sein, da 1514 anlässlich von Rechtsstreitigkeiten Zehente von sieben öde Lehen in der Ortschaft beurkundet wurden. Nach dem Tod von Graf Franz Sigmund von Herberstein verkaufte seine Frau 1755 die Herrschaft Hirschbach mit Kleinschönau und Kleingloms an den Inhaber von Kirchberg am Walde, Graf Julius Veterani von Mallenthein. Kleinschönau und Kleingloms blieben in der Folge bis zur Aufhebung der Grundobrigkeit Teil der Herrschaft Kirchberg am Walde.
Kleinschönau gehörte ursprünglich zur Pfarre Sallingstadt, wurde jedoch nach den Wirren der Reformationszeit nach Großglobnitz eingepfarrt. 1758 gelangte Kleinschönau schließlich an die Pfarre Hirschbach. Die 1835/1836 errichtete Kapelle diente ursprünglich nur dem Rosenkranzgebet und wurde erst 1862 geweiht.
Die Größe des Ortes blieb über Jahrhunderte nahezu unverändert, gab es 1590/91 noch 10 Häuser, stieg die Häuserzahl bis 1796 auf 15 Häuser an. Danach veränderte sich die Ortsgröße jedoch kaum, im Jahr 2000 bestand Kleinschönau aus 16 Häusern.
Im politischen Bereich dominiert die Österreichische Volkspartei (ÖVP) analog zur Gemeindeebene die Wahlergebnisse. So erreichte die ÖVP im Wahlsprengel Kleinschönau bei der Gemeinderatswahl 2010 80 % (Gemeindeergebnis: 70 %) und die Sozialdemokratische Partei Österreichs (SPÖ) 20 % (Gemeindeergebnis: 30 %). 2005 hatte die ÖVP lediglich 67 % erreicht.

## Bauwerke
Kleinschönau wurde als Längsangerdorf errichtet, wobei der unverbaute Anger über eine Querstraße verfügt. Die eingeschoßige Verbauung des Dorfes besteht zum überwiegenden Teil aus Drei- und Vierseithöfen, das Haus Nr. 5 (bezeichnet mit dem Jahr 1882) wurde mit einem Stuckmedaillon versehen. Bei der Ortskapelle handelt es sich um einen schlichten Bau mit Halbkreisapsis, Dachreiter mit Stuckdekor und Zwiebelhelm. Der Innenraum ist durch ein spätbarockes Kruzifix und Figuren der heiligen Barbara und der heiligen Katharina, beide aus der ersten Hälfte des 19. Jahrhunderts, geschmückt. Der Kapellenbildstock am südlichen Ortsausgang stammt ebenfalls aus der ersten Hälfte des 19. Jahrhunderts.